# Wayne County (Michigan)
Wayne County is een county in de Amerikaanse staat Michigan.
De county heeft een landoppervlakte van 1.591 km² en telt 2.061.162 inwoners (volkstelling 2000). De hoofdplaats is Detroit.

## Bevolkingsontwikkeling

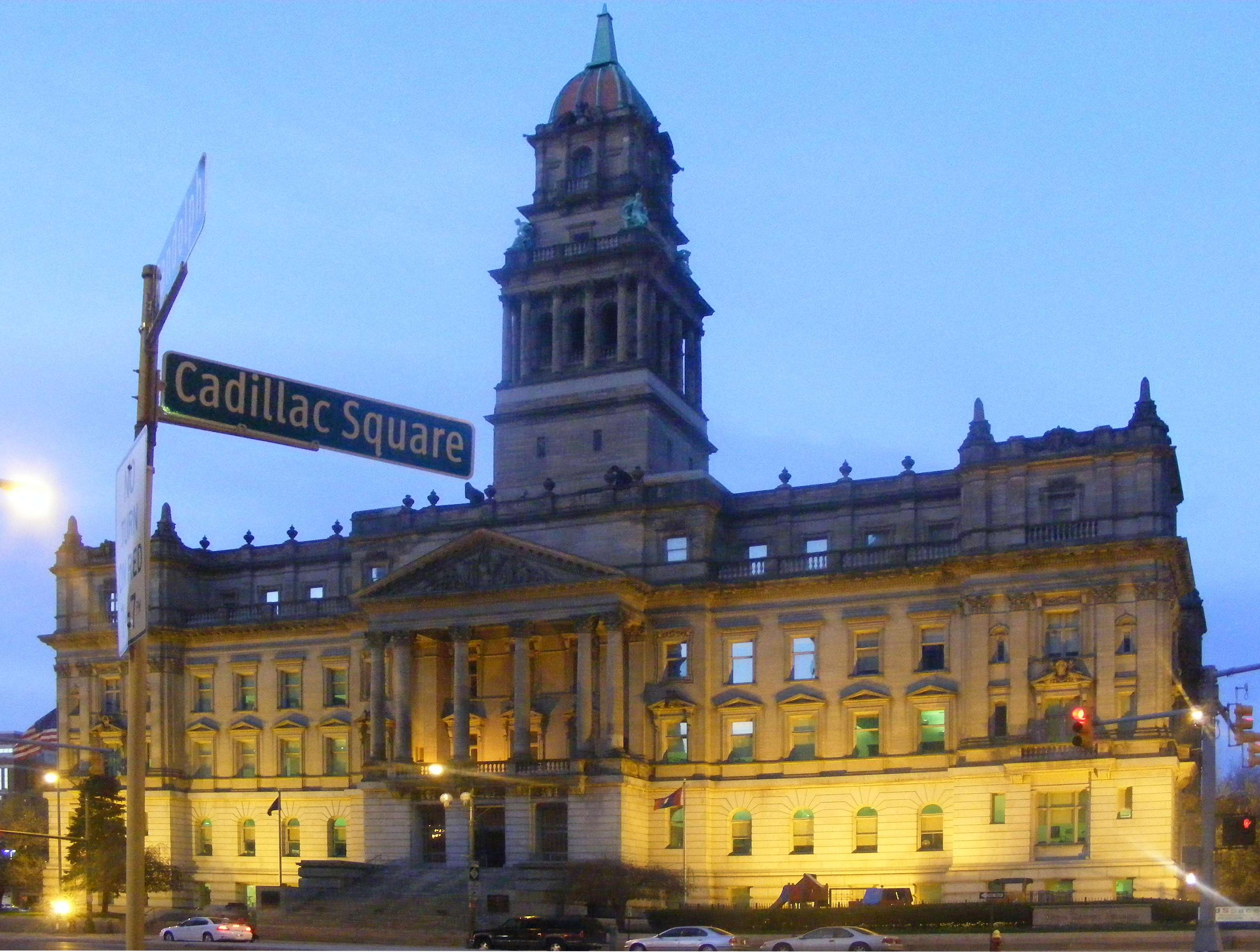
Wayne County Building